# Église Saint-Pierre de Munich
Pour les articles homonymes, voir Église Saint-Pierre.
L'église Saint-Pierre (Peterskirche), dont la tour est surnommée der Alte Peter (le Vieux Pierre), est l'église la plus ancienne de Munich.

## Histoire
L'église Saint-Pierre, dédiée au premier apôtre, a été construite au XIe et XIIe siècles. Il existait déjà une communauté monastique sur place depuis le VIIIe siècle, fondée par l'abbaye de Tegernsee. Une première église en bois est construite, puis une église romane à trois nefs et deux tours, et enfin celle-ci qui est consacrée en 1190 par l'évêque de Freising, Othon de Berg. Elle est reconstruite cent ans plus tard et consacrée en 1294.
L'église est restaurée en style gothique après un incendie qui brûla le tiers de la ville, le 14 février 1327. Le haut chœur gothique date de 1368 et les deux tours à moitié écroulées laissent la place à un clocher central en 1386. Après la Guerre de Trente Ans, le clocher est coiffé d'une haute flèche de 92 mètres et le chœur est réaménagé en style baroque.
Johann Baptist Zimmermann redécore l'intérieur, avec des plafonds en style rococo entre 1753 et 1756. Ignaz Günther est l'auteur de plusieurs autels, notamment celui du Saint-Sacrement, de la statue de saint Charles Borromée, des monuments funéraires de la famille Wachenstein et du comte Joseph Ignaz von Unertl (1759) ; quant à Erasmus Grasser, il est l'auteur de la statue de saint Pierre du maître-autel.

## Destruction et reconstruction
En 1944-1945, Saint-Pierre a été en grande partie détruite. En particulier, les coups deux bombes hautement explosives lors du raid aérien du 25 février 1945 dans la zone de l'autel ont causé de graves dommages : en effet, seuls le moignon de tour incendié et les murs extérieurs du grand chœur sont restés. La reconstruction semblait impossible. Le bureau de construction de l'Ordinariat de l'Archevêché et l' Office d'État pour la préservation des monuments avaient initialement prévu - également pour des raisons financières - de conserver le chœur et la tour emblématique. Après la fin de la Seconde Guerre mondiale, les ruines de l'église sont donc autorisées à la démolition et les trous de mine ont déjà été percés. A l'initiative des deux curés de Saint-Pierre, Max Stritter (1937-1949) et Max Zistl (1949-1983), le cardinal Michael Faulhaber a sauvé l'église. La reconstruction a commencé en 1946. Grâce à la générosité des citoyens de Munich de toutes confessions et opinions politiques, a été fondé en 1950 le "club de reconstruction Saint-Pierre", mais aussi un soutien financier du monde entier. La reconstruction pouvait déjà commencer en 1946. Le 8 septembre 1951, la croix a été placée sur la flèche et le 28 octobre, la première cérémonie d'achèvement de la reconstruction, commémorée par une plaque dans la salle de la tour, a été célébrée. Trois ans plus tard, le 27 juin 1954, le cardinal Joseph Wendel pouvait consacrer le maître-autel. À ce moment-là, la reconstruction de la plus ancienne église de Munich était achevée dans sa forme extérieure.
La reconstruction de l'intérieur, pour laquelle Rudolf Esterer et Erwin Schleich ont apporté une contribution particulière, n'a été achevée qu'avec la reconstruction des fresques du plafond de la nef par le fresquiste Hermenegild Peiker en 2000. Les bas-côtés à neuf travées sont voûtés d'une hauteur de 9 m avec des fûts à capuchon et ont été pourvus de stuc rocaille reconstruit dans les années 1996 à 1997.
L'orgue principal de Saint-Pierre a été construit en 2003 par Orgelbau Klais de Bonn.

## Galerie

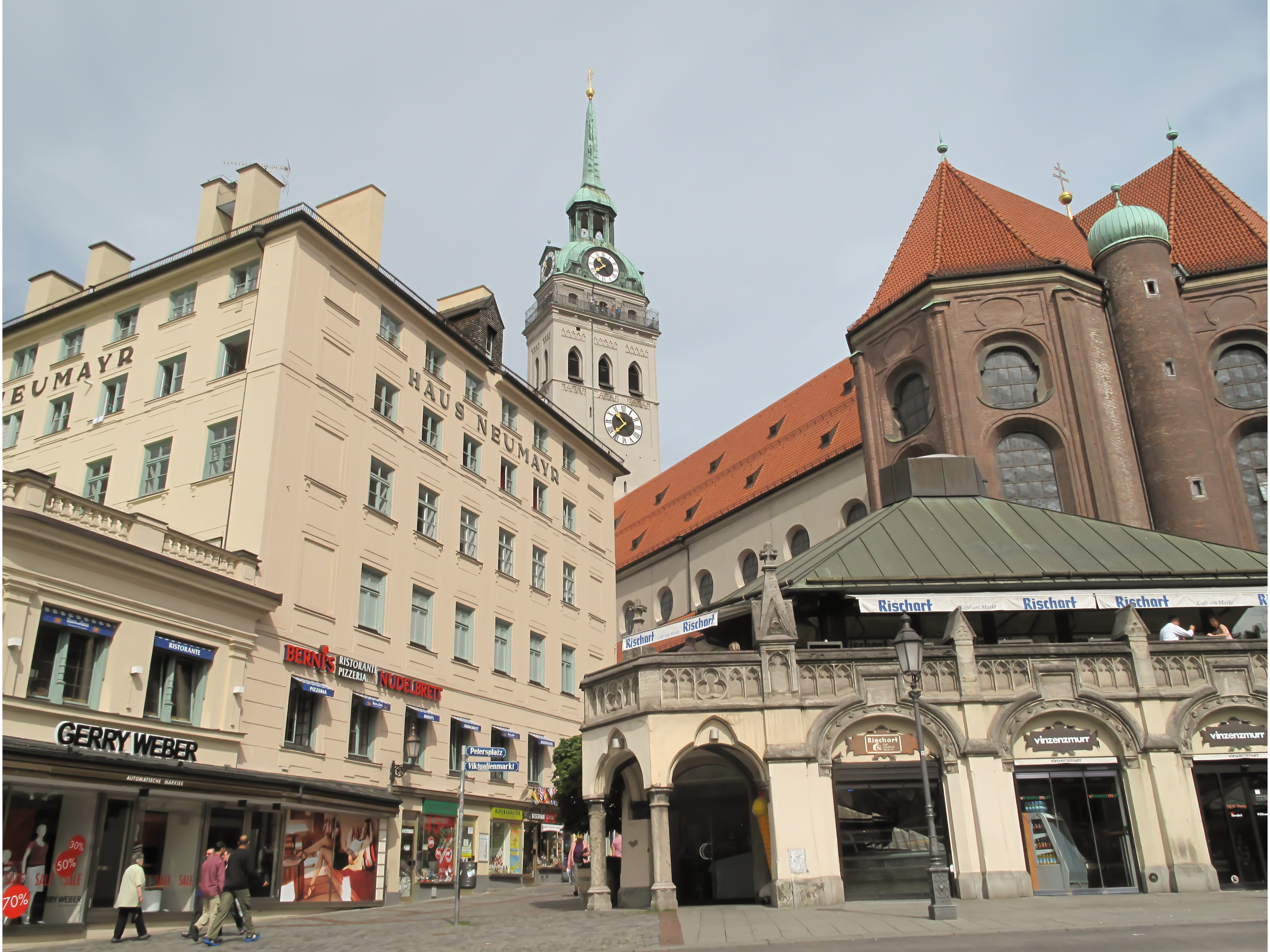
Tour de l'église Saint-Pierre et Haus Neumayr.
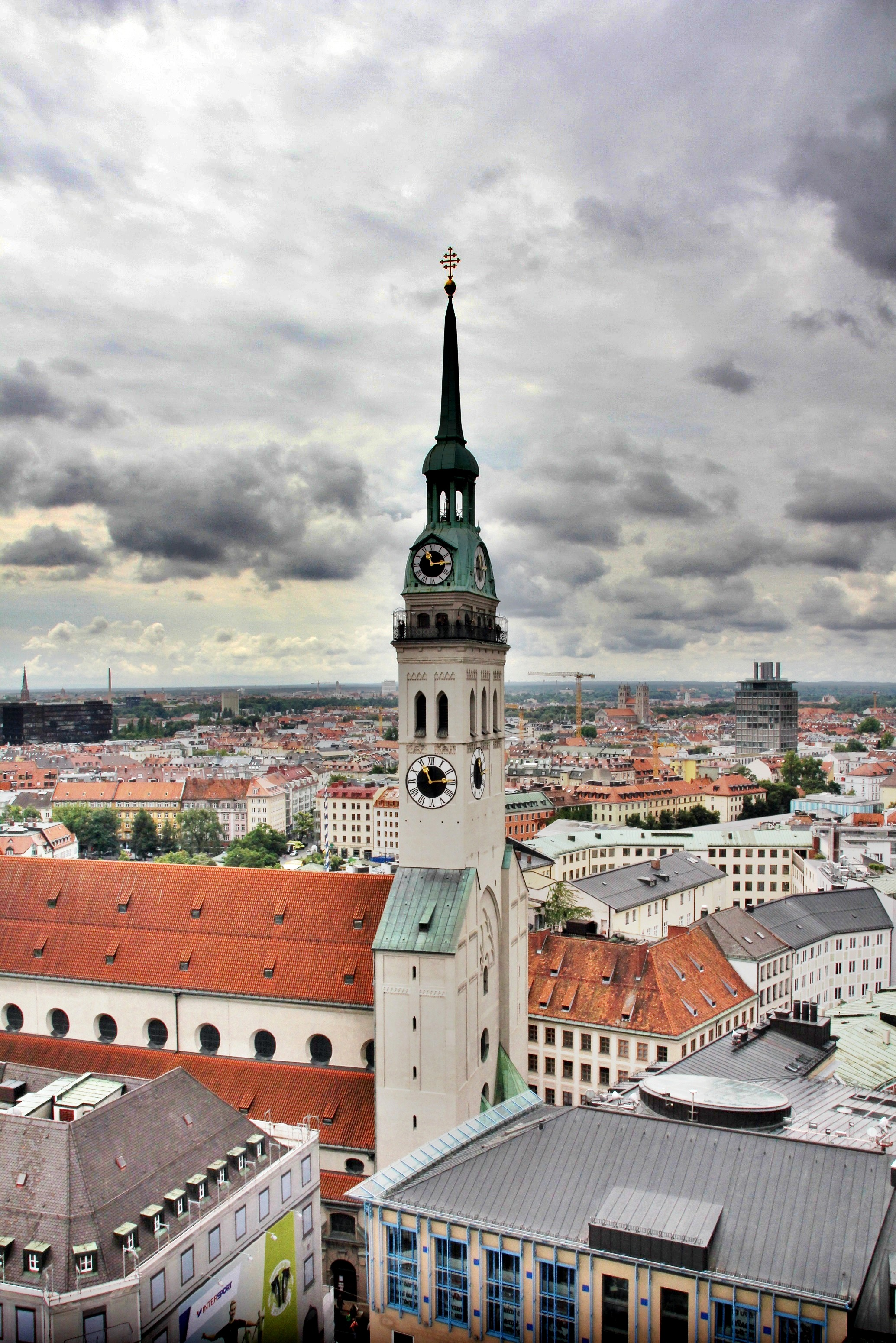
Saint-Pierre vue de l'ancien hôtel de ville.
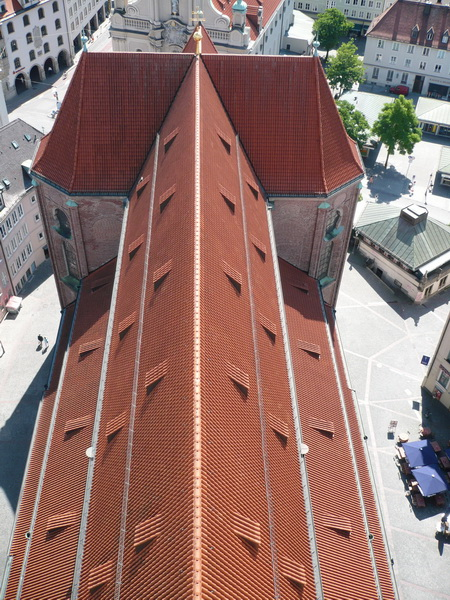
Toiture de Saint-Pierre.
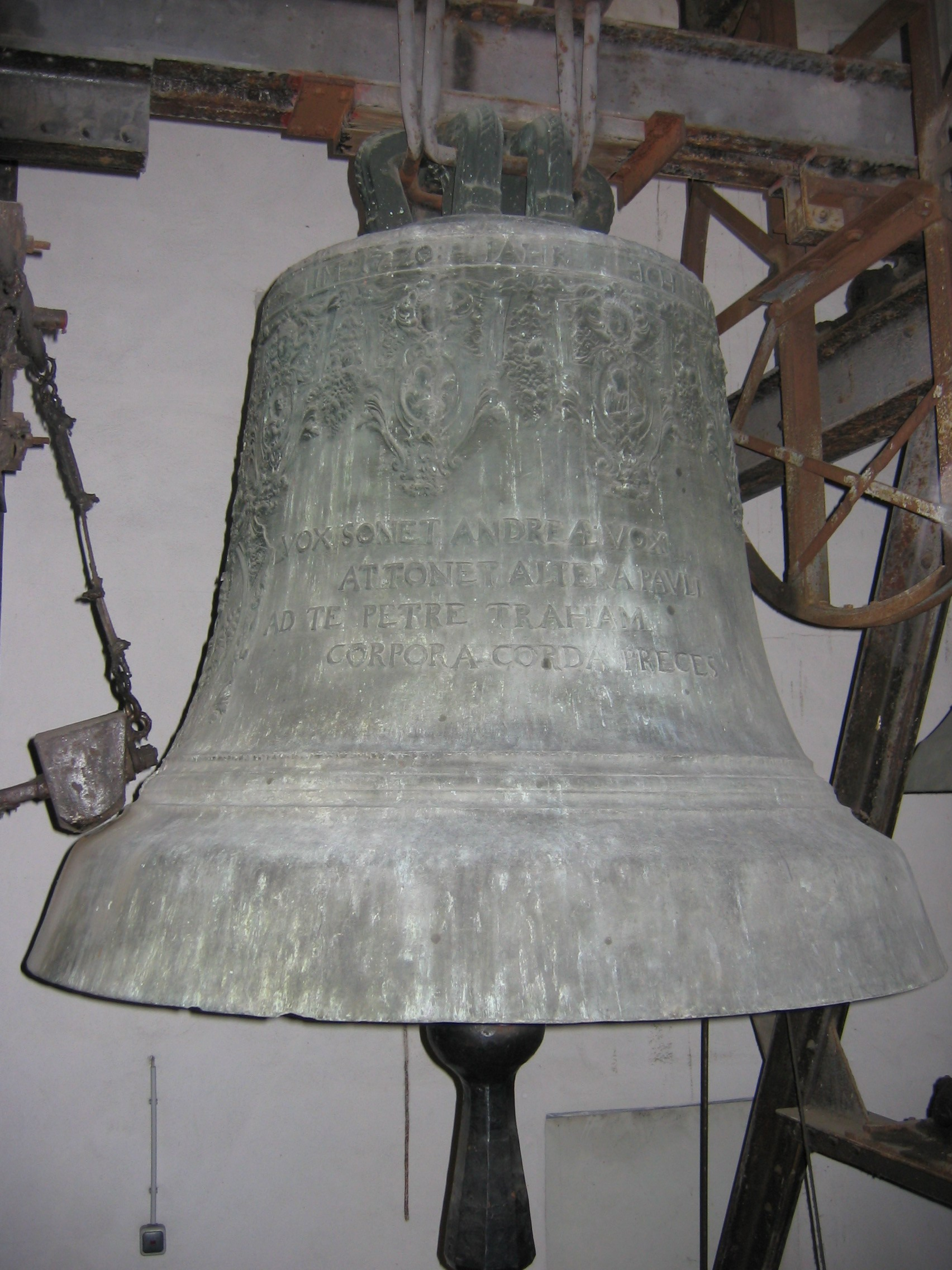
La cloche de saint Pierre.
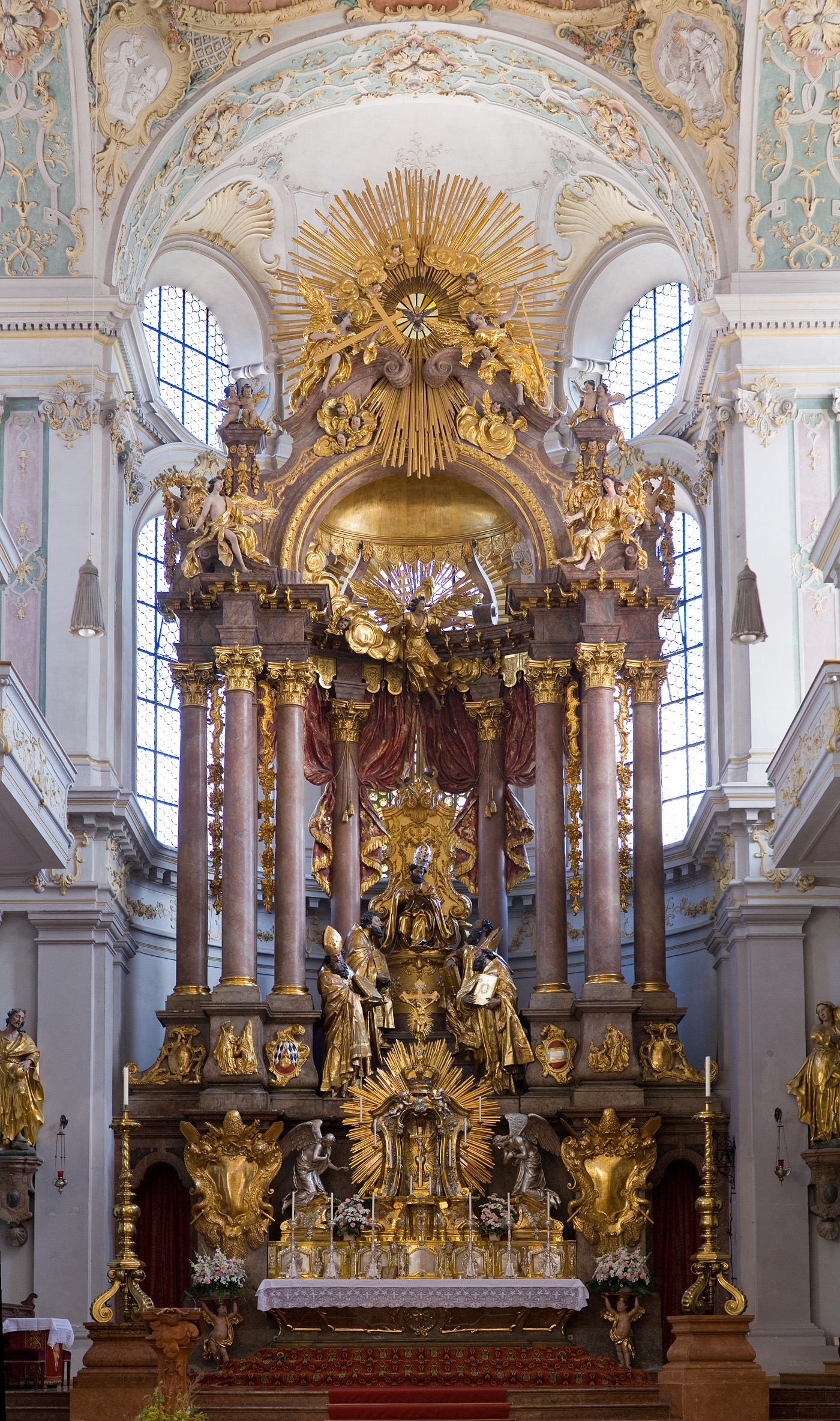
Le maître-autel.
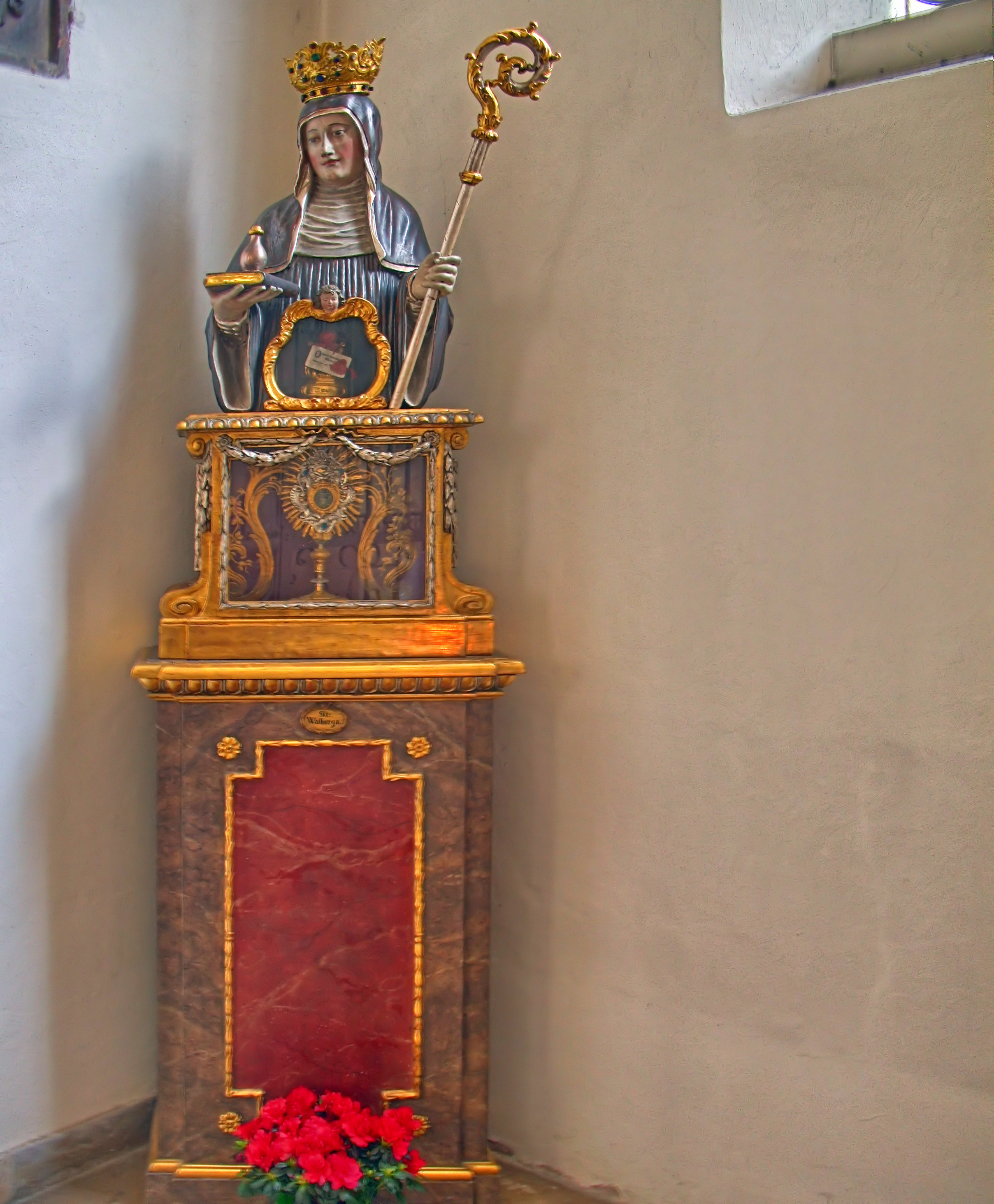
Statue et reliques de sainte Walburge
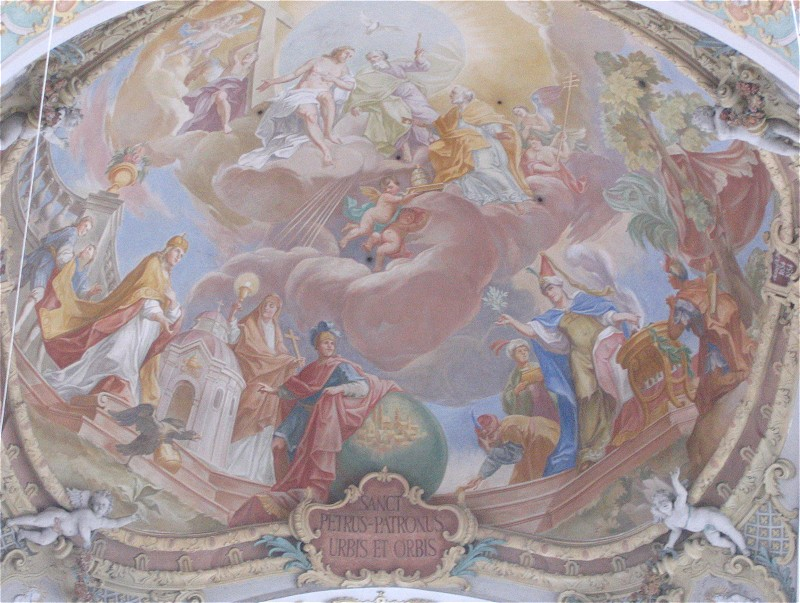
Fresque représentant saint Pierre urbi et orbi.
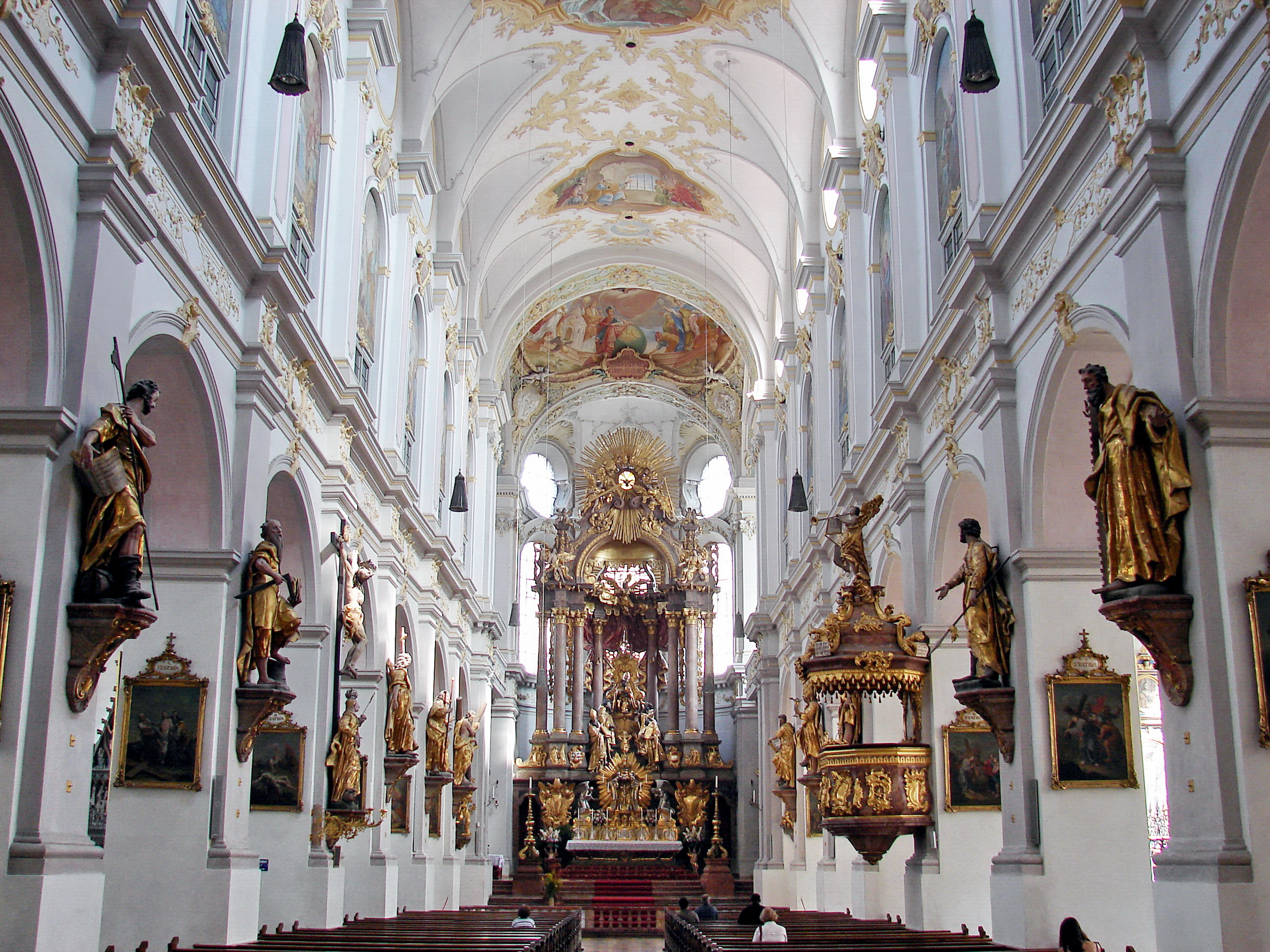
Plafonds peints par Johann Baptist Zimmermann.